# Negasilus astutus
Negasilus astutus är en tvåvingeart som först beskrevs av Samuel Wendell Williston  1893.  Negasilus astutus ingår i släktet Negasilus och familjen rovflugor. Inga underarter finns listade i Catalogue of Life.